# Bretocino
Bretocino ist ein nordwestspanischer Ort und eine Gemeinde (municipio) mit nur noch 195 Einwohnern (Stand: 2024) im Süden der Provinz Zamora in der Autonomen Gemeinschaft Kastilien-León. 

## Lage und Klima
Bretocino liegt am westlichen Rand der Kastilischen Hochebene (Meseta Iberica) in einer Höhe von ca. 710 m. Der Río Esla begrenzt die Gemeinde im Osten und im Südosten. Die Provinzhauptstadt Zamora ist gut 39 Kilometer (Fahrtstrecke) in südlicher Richtung entfernt. 
Das gemäßigte Kontinentalklima wird nur selten vom Atlantik beeinflusst.

## Bevölkerungsentwicklung
| Jahr      | 1970 | 1981 | 1991 | 2001 | 2011 | 2021 |
| Einwohner | 478  | 395  | 351  | 321  | 253  | 207  |

## Sehenswürdigkeiten

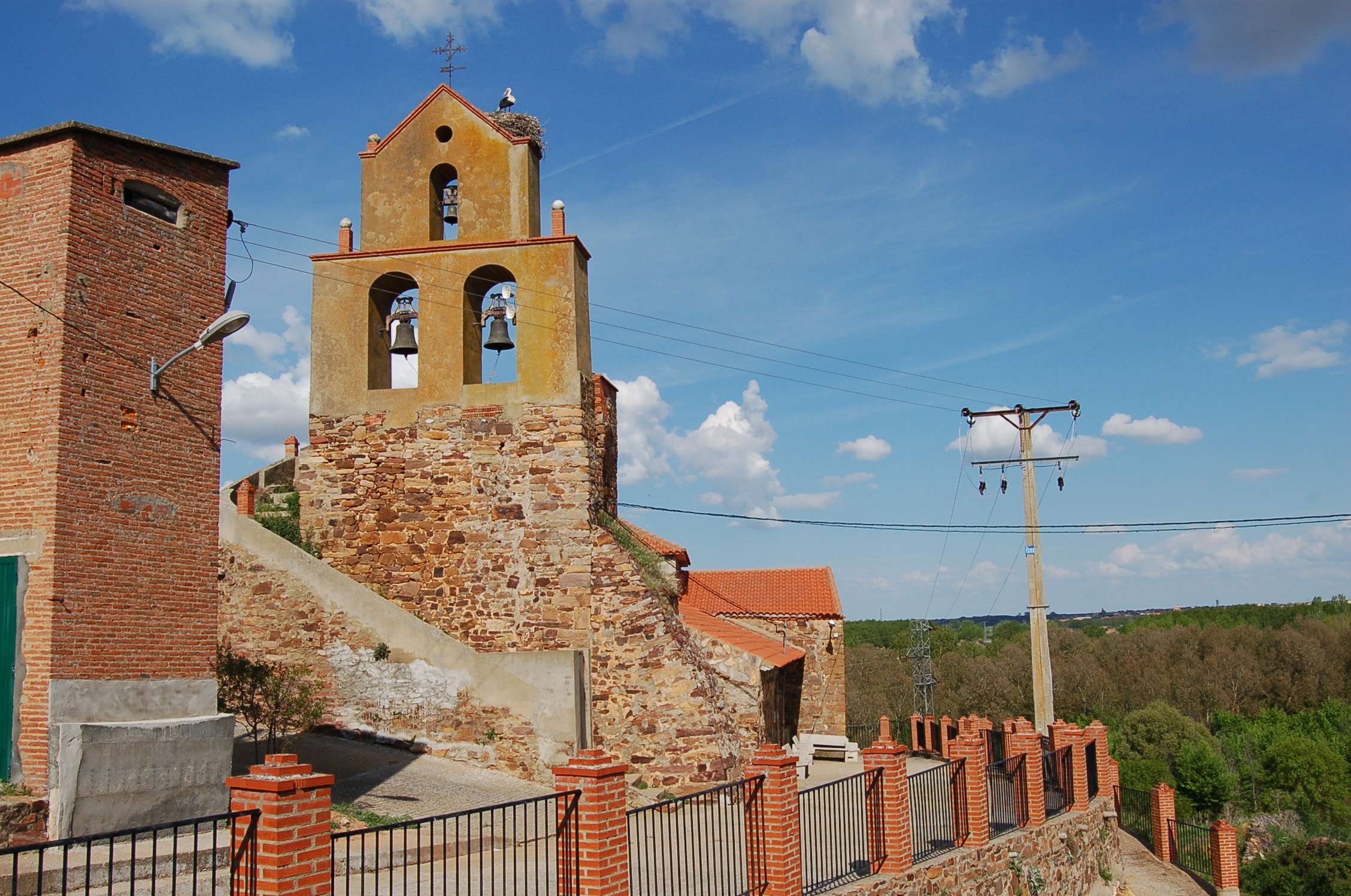
Pauluskirche
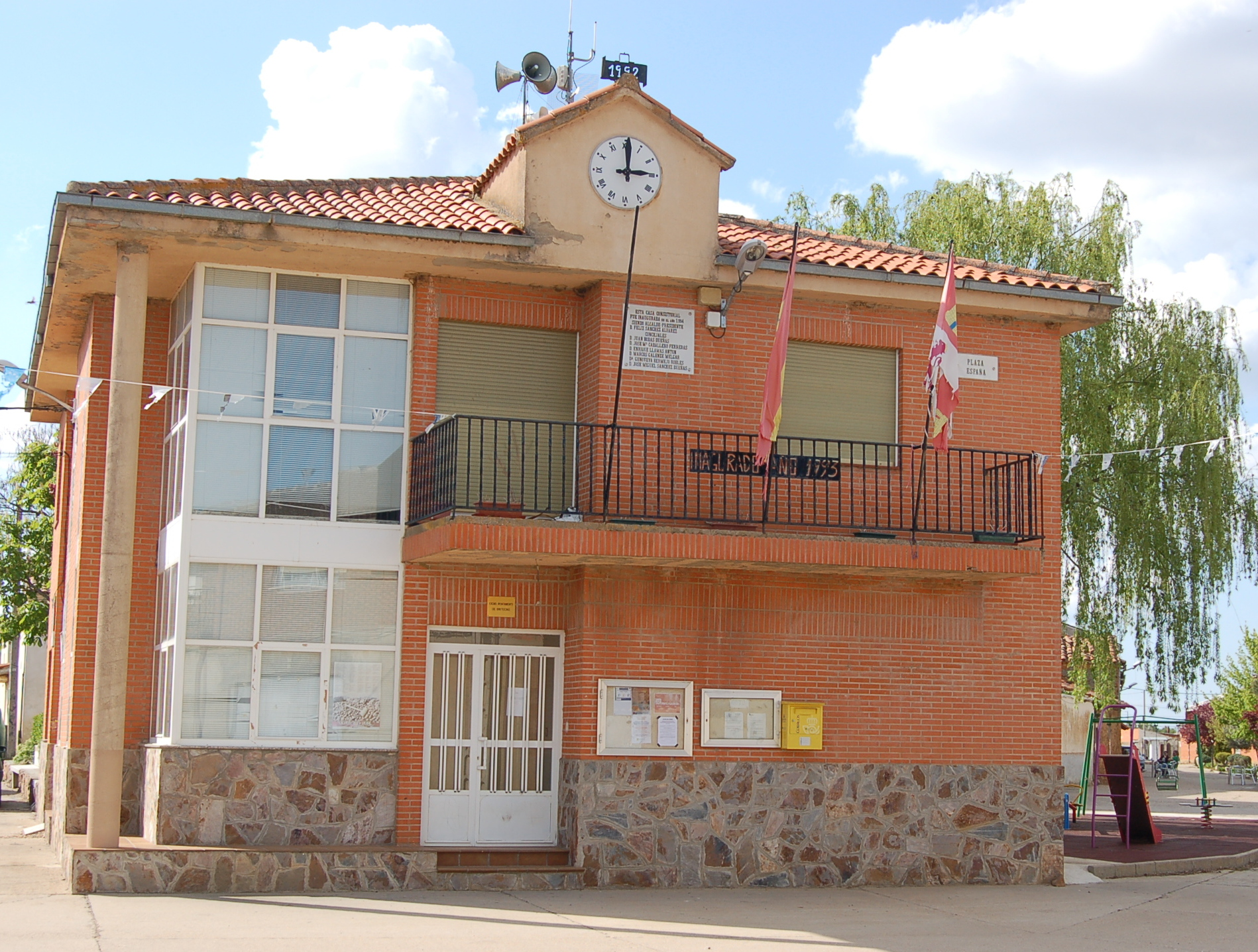
Rathaus

- Pauluskirche
- Rathaus